# Макс Брух
Макс Кристијан Фредрих Брух (6. јануар 1838, Келн — 2. октобар 1920, Берлин) био је немачки диригент и диригент. Отац му је био чиновник у Келну; прво музичко васпитање добио је Брух од своје музикалне мајке, а доцније студирао код Хилера и Рајнекеа. Након деловања по разним немачким градовима, постао је диригент у Ливерпулу, од 1880. до 1883.; после тога се вратио натраг, у Немачку. Последњих десет година свог живота избегавао је свет и живео у усамљености. три пута је наименован за почасног доктора, најпре у Кембриџу (1893), потом у Бреслави (1896) и коначно у Берлину (1918). 
Као композитор, Брух је почео са зингшпилом Scherz, List und Rache (Шала, лукавство и освета), према Гетеу, а написао је и неколико опера, између којих је и Loreley, на текст који је Гајбел написао првобитно за Менделсона. Раније генерације су Бруха цениле првенствено због његових хорских дела, од којих треба споменути: Одисеј (1872), Песма о звону (Das Lied von der Glocke, 1878) према Шилеровој песми, Ускршња кантата и Ватрени крст (Das Feuerkreuz, 1889). За нас је, међутим, Брух првенствено композитор Виолинског концерта у г-молу, ор. 26 (1886), првог и најчешће извођеног од његова три концерта.
Брух се посебно интересовао за народне песме, које је користио у разним својим композицијама; према једном писму, он је у народне песме убрајао и разне јеврејске мелодије које је користио. Веома је омиљена била његова обрада мелодије Кол Нидреј, у облику варијација за виолончело и оркестар.